# Achirawich Saliwattana
Achirawich Saliwattana (อชิรวิทย์ สาลิวรรธนะ), noto anche con lo pseudonimo di Gun (กัน), o più spesso GunAchi, (27 settembre 1990), è un cantante e attore televisivo thailandese, noto in particolare per essere l'interprete di numerose colonne sonore per serie televisive.

## Discografia

### Singoli
- 2010 - Yaa lok hai kao rak[1]
- 2011 - Witee tat jai[2]
- 2014 - Jur gor rak jahk gor leum[3]
- 2015 - Sunchahtdtayahn kaung kon ja dohn ting (ft. Phurikulkrit Chusakdiskulwibul)[4]
- 2016 - Pit tee chun eng[5]
- 2016 - Cheua wah rak tae mee jing[6]
- 2016 - Kwahm lup nai jai (ft. Phurikulkrit Chusakdiskulwibul)[7]
- 2017 - Chun tum dai took yahng... peua kon tee rak[8]
- 2017 - Yeun yun kae tur kon diao[9]
- 2017 - Wun tee sia tur[10]
- 2018 - Nai suan tee luek tee soot[11]

## Filmografia

### Serie televisive
- Room Alone - serie TV (2014-2016)
- U-Prince Series - serie TV, 4 episodi (2016)
- Little Big Dream - Khwam fan an sungsut - film TV (2016)
- My Dear Loser - Rak mai aothan - serie TV (2017)
- Kiss Me Again - Chup hai dai tha nai nae ching - serie TV, episodio 14 (2018)